# Corydoras aeneus

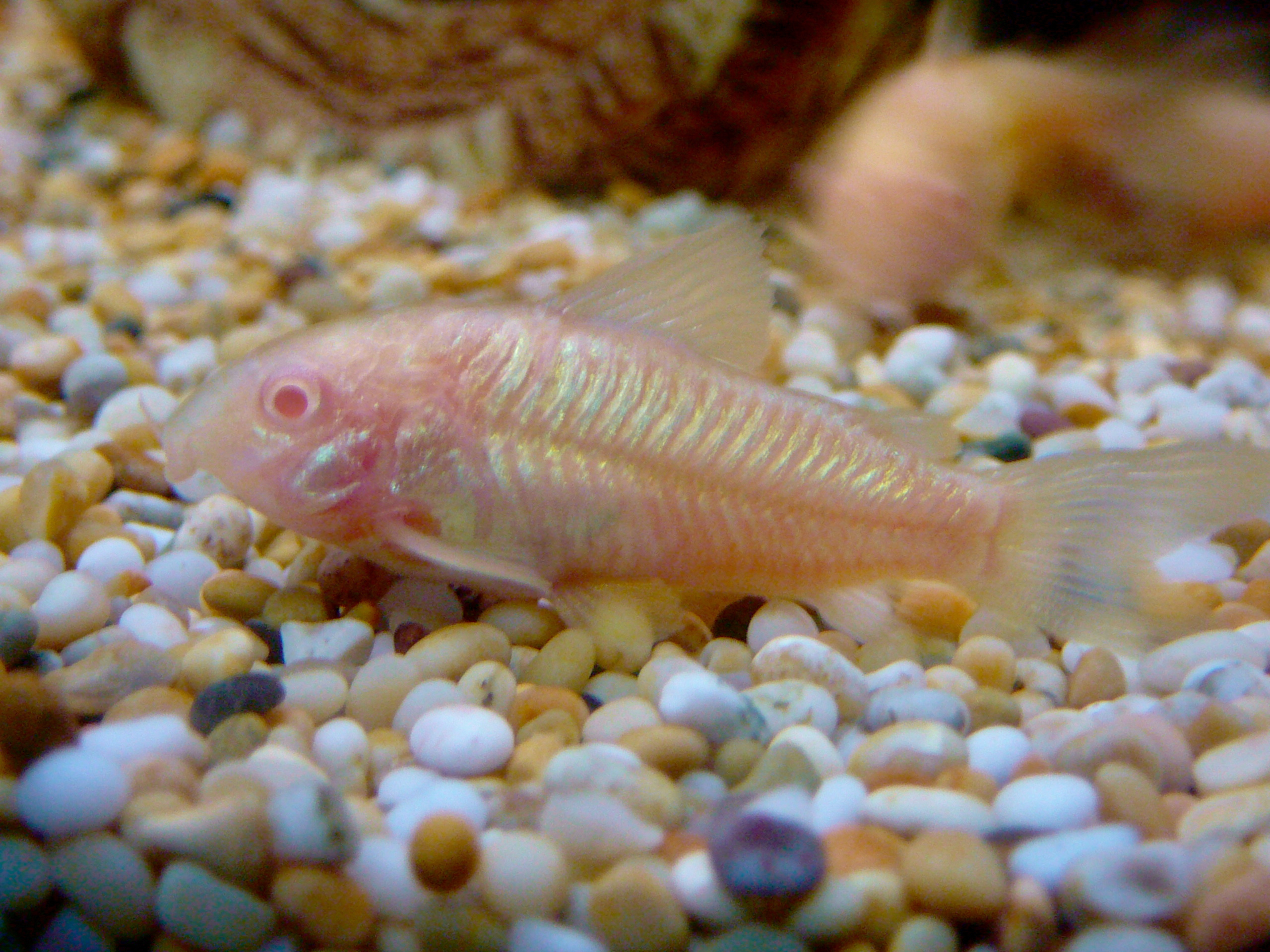
C. aeneus albino

Corydoras aeneus (Gill, 1858), conosciuto comunemente come Corydoras bronzeo è un pesce tropicale d'acqua dolce, appartenente alla famiglia Callichthyidae.

## Distribuzione e habitat
Questa specie ha un areale ampio, che si estende dalla Colombia al nord dell'Argentina. Vive in zone con fondali molli, sabbiosi o fangosi, ed è comune in zone dalla corrente non troppo intensa, in particolare nel bacino del Río de la Plata. È molto diffuso nel Pantanal.

## Descrizione
Presenta un corpo compresso sull'addome e sui lati, che raggiunge una lunghezza massima di 7,5 cm.
La testa ha il profilo abbastanza arrotondato, la bocca, provvista di barbigli, è rivolta verso il fondo. La pinna caudale è giallastra e biforcuta, e, come le altre pinne e il corpo, non presenta né macchie ne striature scure. La colorazione è rosata, spesso con sfumature gialle e rossastre, tendente al marrone scuro su una fascia che attraversa il dorso e su parte della testa.

## Biologia

### Comportamento
È una specie prevalentemente notturna che vive in gruppi, spesso anche abbastanza ampi, e trascorre la maggior parte del suo tempo sul fondale in cerca di cibo. Ogni tanto risale in superficie, dove è capace di assorbire ossigeno dall'intestino.

### Alimentazione
Come gli altri Corydoras è una specie onnivora, che trova il cibo sul fondale. La sua dieta comprende sia piante che invertebrati come insetti, crostacei e vermi, in particolare anellidi.

### Riproduzione
La riproduzione avviene durante la stagione delle piogge; in questo momento le femmine sono facilmente distinguibili dai maschi perché hanno il ventre decisamente più ingrossato. Le uova (fino a 200), fecondate mentre si trovano tra le pinne ventrali della femmina, vengono deposte su rocce o sulla vegetazione acquatica, talvolta su legno, e impiegano fino a 5 giorni per schiudersi.

## Acquariofilia
È la specie di Corydoras più conosciuta e diffusa negli acquari di tutto il mondo; ne sono state selezionate molte varietà, sia albine che con le pinne allungate. Va allevato in gruppi e si riproduce facilmente in cattività.